# Переволочна

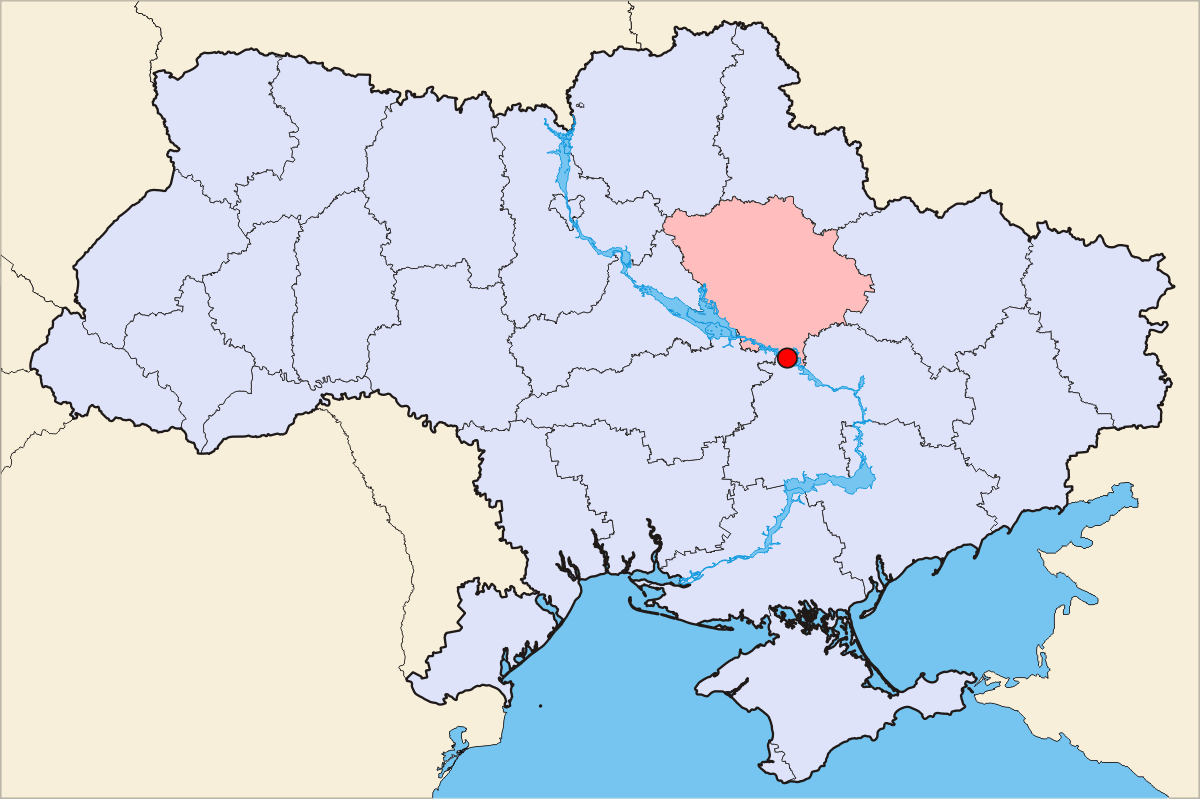
Переволочна на схеме Украины.

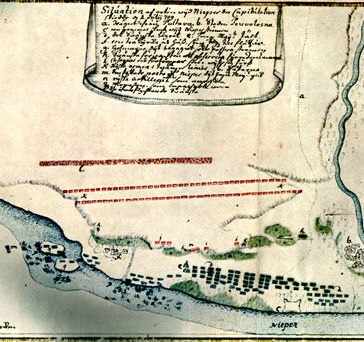
Положение после битвы.

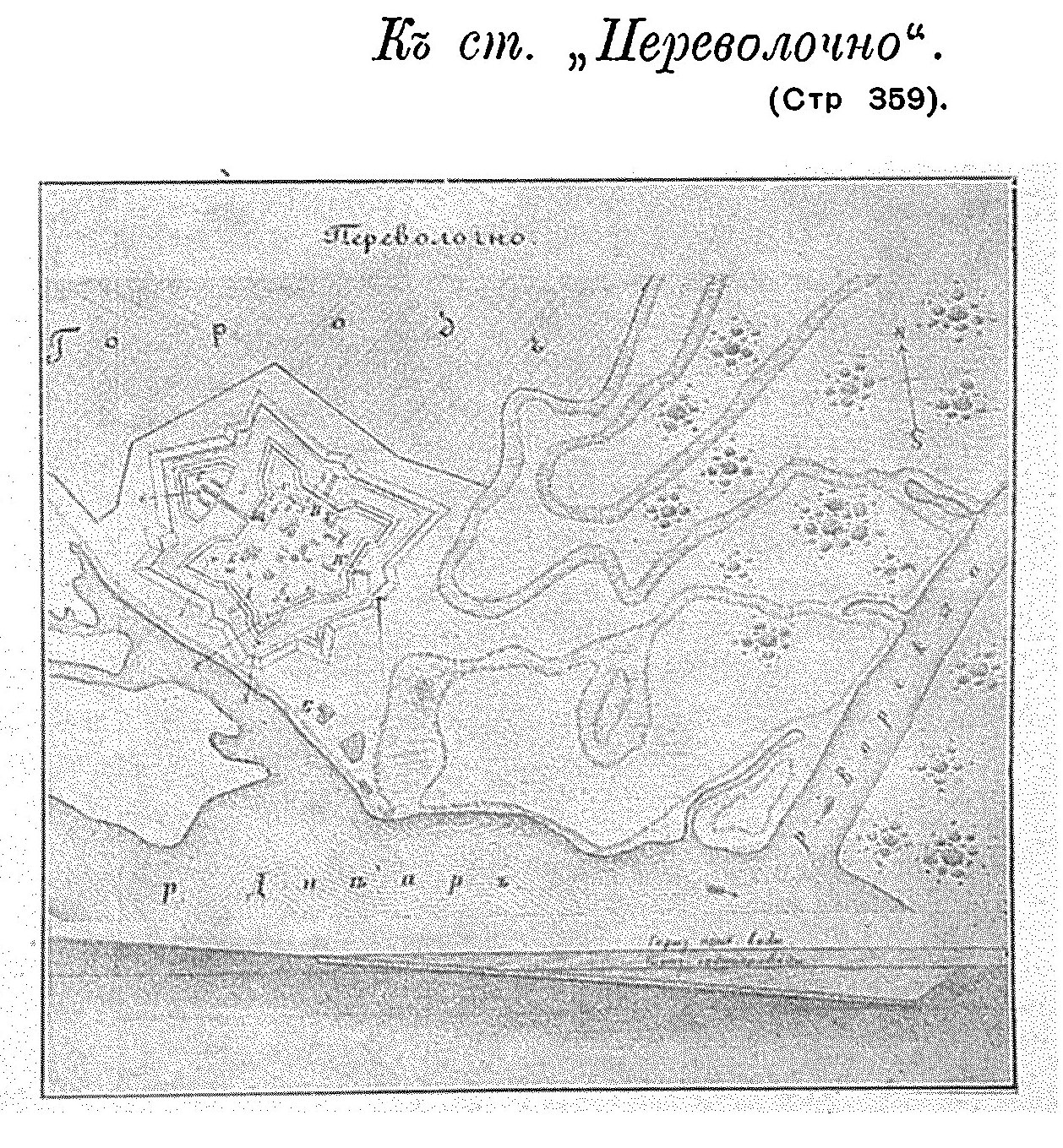
Театр военных действий
(рисунок из статьи «Переволочна»
«Военная энциклопедия Сытина»)

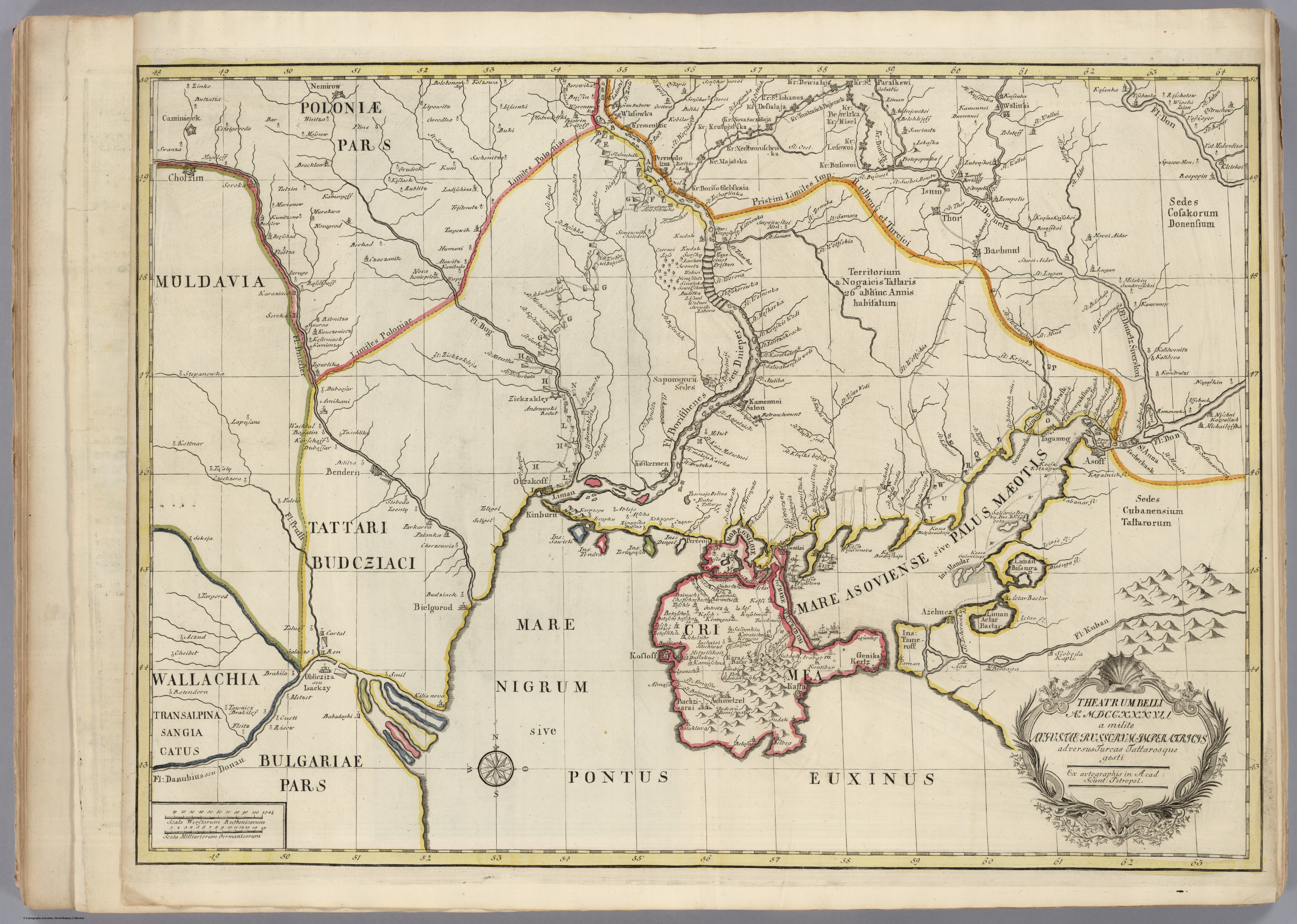
Переволочна на карте ТВД, в 1737 году, маршруты походов русских войск к Очакову и Карасубазару.

Переволо́чна — бывший посёлок на юге Полтавской области вблизи сегодняшнего села Светлогорское.
Посёлок (городок) располагался на заливе реки Днепр, у брода через него, около впадения в него Ворсклы (поблизости от устья). Наличие брода через реку дало Переволочне её имя. Во времена Советского Союза, при создании Днепродзержинского водохранилища, в 1964 году, для экономического развития УССР, население Переволочны было эвакуировано (переселено), а местность затоплена.

## История
Укреплённый городок (крепостца), упоминается ещё в актах Древней Руси, 1092 года, когда Переволочна была взята половцами, от которых была отвоёвана сыном Великого князя Всеволода Мономахом. При царе Алексее Михайловиче укреплённый городок входил в состав Кобеляцкой сотни Полтавского полка и служил как укреплённая переправа при действиях войск Русского государства против перекопских и крымских татар, устраивавших набеги со стороны Османской империи для захвата православных пленников для продажи в рабство или получения выкупа.
В составе Полтавского полка днепровских казаков Переволочна была как сотенный городок, имеющий укрепления и замок в центре. В 1638 году в Переволочне жили 426 человек, имелось 10 мельниц. В 1680-х годах возле крепосцы происходил размен пленными между казаками Русского войска с одной стороны и турками и татарами — с другой.
Весной 1709 года у Переволочны формирования, следовавшие из Киева вниз по Днепру, под командованием полковника П. И. Яковлева встретили несколько тысяч запорожцев, и Яковлев послал к ним с требованием, чтобы «вины свои великому государю принести», но они отказались повиноваться и, соединившись с переволочинскими жителями, вышли на бой. П. И. Яковлев принуждён был добывать крепость (малыя ситадель) штурмом. После отчаянного сопротивления и больших потерь с той и другой стороны Переволочна была взята и сожжена.
Городок стал местом капитуляции и пленения большого отряда шведов и предателей-казаков, отступавших после поражения, нанесенного армией Петра Великого при Полтаве в 1709 году. 30 июня 1709 года шведские войска короля Карла XII и предатель гетман Мазепа с запорожскими казаками, во время Великой Северной войны разбитые в битве под Полтавой, были настигнуты у Переволочны посланным для их преследования отрядом под начальством Меншикова. Хотя отряд этот (около 9000 человек личного состава) был значительно слабее шведов под командованием Левенгаупта и других начальников (в рядах которых насчитывалось ещё до 15 000 человек) и предателей, но моральные силы последних были надломлены, и восстановить их было некому, так как Карл XII, с несколькими сотнями солдат успевший переправиться через Днепр, бежал в Османскую империю (Турцию), бросив свои войска. По предложению А. Д. Меншикова шведы вступили в переговоры и заключили капитуляцию, по которой остатки их армии (5000 человек пехоты, 9000 конницы, 28 орудий) сдалась в плен со сдачей оружия, боевых запасов, 127 знамён и штандартов. Часть изменников сердюков также была захвачена в плен.
Позже крепость Русской армией была восстановлена, у неё было на вооружении 118 орудий, а её гарнизон составляли одна артиллерийская команда в 154 нижних чинов при трёх офицерах.
11 февраля 1737 года, во время Русско-Австрийско-Турецкой войны, крымский хан Бегли-Гирей со своим войском, в 100 000 татар, перешел Днепр по льду выше Переволочны и, уничтожив находившийся в обороне Украинской линии небольшой отряд (100 человек) генерал-майора Лесли, который был убит, двинулся к Полтаве, но, встревоженный известием о движении Русских войск ему навстречу, переправился обратно за Днепр. В начале апреля того же года армия генерала Миниха (90 000) собралась у Переволочны, в конце месяца переправилась через реку у Кременчуга и Орлика и двинулась к Очакову.
В 1753 году Переволочна состояла из 84 дворов, в них жили 53 казака и 30 переправщиков. В конце XIX века в селении жило 1 681 человек. Этот городок имел важное значение, так как рядом с ним находилась переправа через Днепр на пути, который соединял Киевщину с Запорожской Сечью и Крымом. Во времена Новой Сечи в Переволочной находилась таможня. В 1764 году, после переформирования Полтавского полка Екатериной ІІ, Переволочна была включена в состав Новороссийской губернии.
На 1909 год Переволочна, местечко, Кобелякского уезда, Полтавской губернии, и проживало в нём 2 258 жителей обоего полу.
В Переволочне родились:
- Иван Иванович Мартынов — русский филолог и ботаник. Член Российской академии.
- Е. Ф. Зверака.